# Tomi Adeyemi

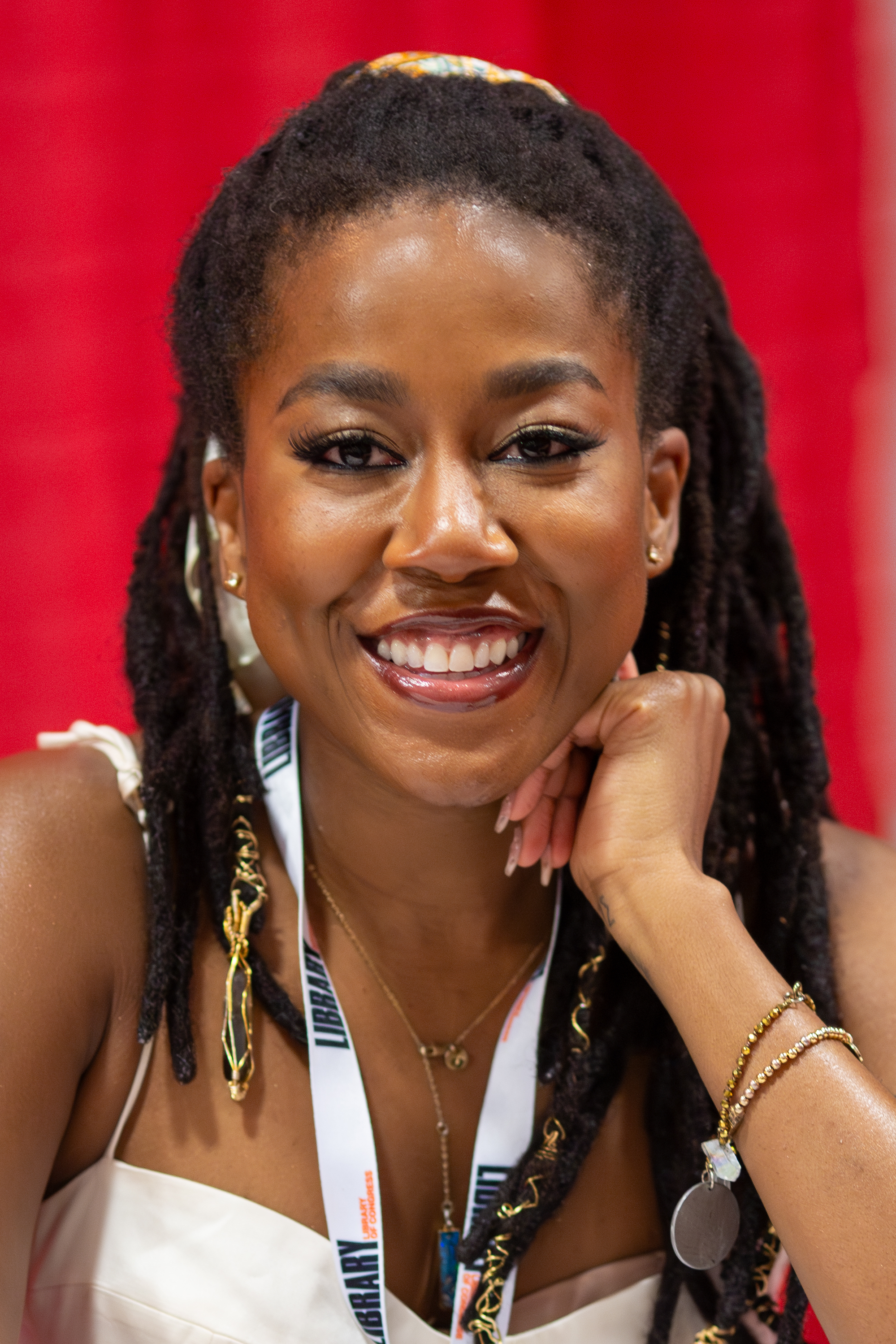
Tomi Adeyemi beim 2024 National Book Festival in Washington D.C.

Tomi Adeyemi (geb. 1993) ist eine US-amerikanische Autorin und Coach für Kreatives Schreiben. Sie wurde durch den Roman Children of Blood and Bone, dem ersten Band ihrer mehrfach ausgezeichneten Legacy of Orïsha Trilogie bekannt. Die deutsche Übersetzung erschien im S. Fischer Verlag. Seit dem Jahr 2022 arbeitet Paramount Pictures an der Filmadaption von Children of Blood and Bone unter der Regie von Gina Prince-Bythewood.

## Leben und Werk
Geboren wurde Adeyemi als Kind nigerianischer Einwanderer in den USA. Ihr Vater hatte in Nigeria als Arzt praktiziert und fand zunächst Arbeit als Taxifahrer, während er auf die Anerkennung seiner Qualifikationen wartete, und ihre Mutter arbeitete als Putzkraft. Während ihres Aufwachsens in Chicago hatte Adeyemi keinen Bezug zu ihren nigerianischen bzw. yorubischen Wurzeln. Als Erwachsene setzte sie sich vermehrt mit der yorubischen Kultur ihrer Eltern auseinander und bezeichnet ihre Romane als Liebesbrief an ihre Kultur.

Ihre erste Kurzgeschichte schrieb Adeyemi im Alter von fünf Jahren und behielt ihre Schreibpraxis auch als Teenager weiter bei. Sie erlangte im Jahr 2011 an der Hinsdale Central High School in Hinsdale, Illinois ihren Schulabschluss. Während ihres Abschlussjahres erhielt Adeyemi ein Rani Sharma Stipendium. Ihr Studium der Englischen Literatur an der Harvard Universität absolvierte sie mit Auszeichnung, um anschließend, gefördert durch ein Stipendium, Westafrikanische Mythologie und Kultur in Salvador, Brasilien zu studieren. Diese Erfahrung inspirierte ihr Schreiben von Children of Blood and Bone, mit dem sie ihre schriftstellerische Karriere startete.

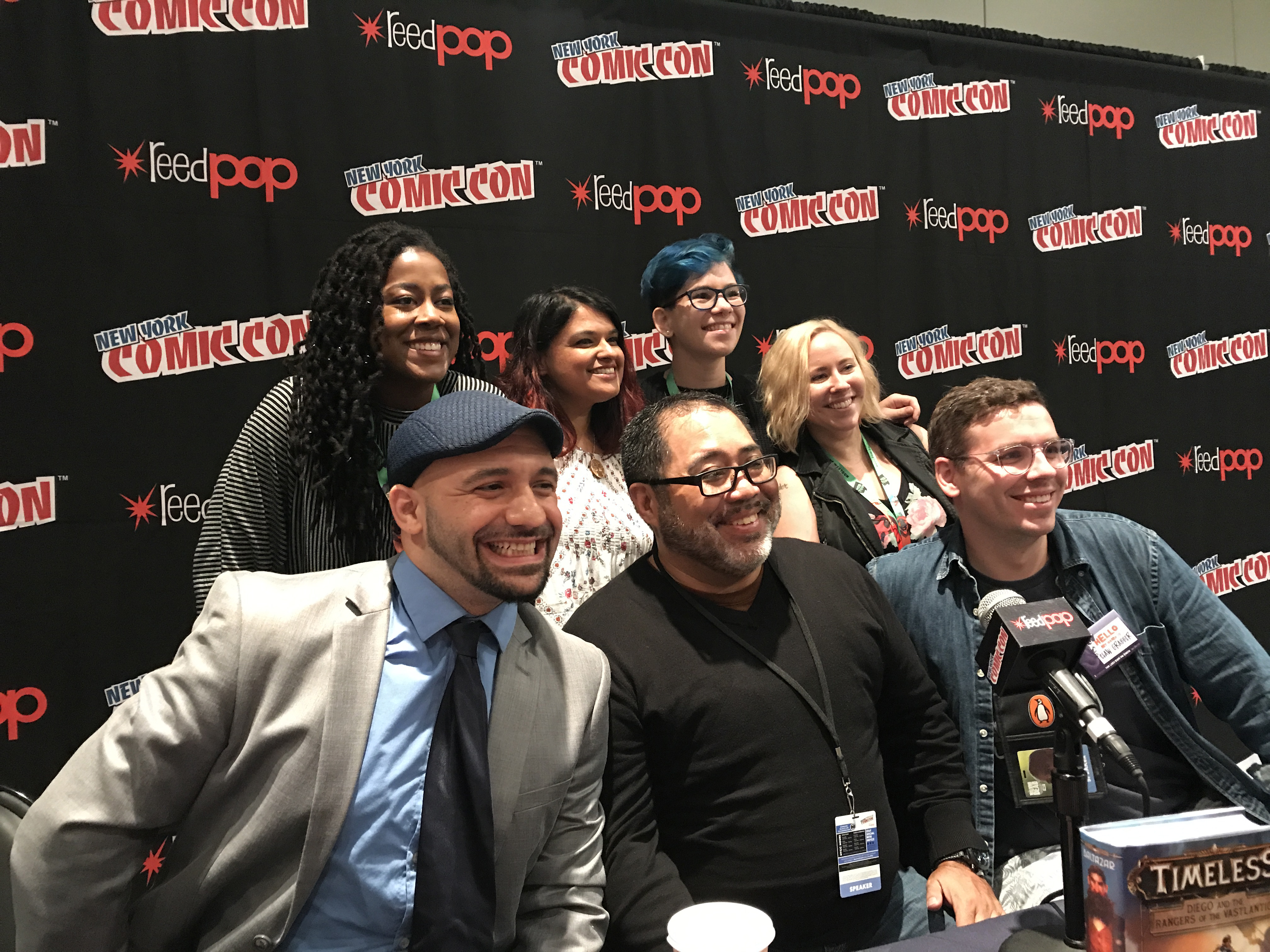
Adeyemi, oben links, mit weiteren Fantasy-Autoren bei einer Panel-Diskussion der New York Comic Con im Jahr 2017

Nach ihrem Umzug nach Kalifornien arbeitete Adeyemi zunächst bei einer Filmproduktionsfirma in Los Angeles, entschied aber dann ihre Arbeitszeit zu reduzieren, um zu schreiben. Ihr erster Romanversuch erhielt kein positives Feedback. Daher gab sie sich ein Jahr Zeit, einen weiteren Roman zu schreiben, der schließlich zu Children of Blood and Bone und im März 2018 in den USA veröffentlicht wurde. Die deutsche Übersetzung von Andrea Fischer erschien unter dem Titel Children of Blood and Bone - Goldener Zorn im selben Jahr im S. Fischer Verlag.
Während Adeyemi an ihrem Debütroman schrieb, arbeitete sie zusätzlich als Coach für kreatives Schreiben. Der entsprechende Onlinekurs wurde von Writer's Digest zu den 101 Best Writing Advice Websites des Jahres 2020 gezählt.
In der letzten Folge der Fan-Fiction-Serie Hermione Granger and the Quarter Life Crisis hatte Adeyemi einen Gastauftritt.
Adeyemi arbeitete am Drehbuch für einige Folgen der Animationsserie My Dad the Bounty Hunter.
Heute lebt Adeyemi in New York City. Sie hat yorubische Wurzeln. Sie hat zwei Geschwister.

### Orïsha Trilogie
Bei Adeyemis Debüt, Children of Blood and Bone, handelt es sich um einen Roman für junge Erwachsene, in dem die Protagonistin Zélie Adebola die Monarchie bekämpft, um den Menschen Orïshas die Magie zurückzubringen. Das Buch wurde mit mehreren Preisen ausgezeichnet und landete auf dem ersten Platz der New-York-Times-Bestsellerliste. Adeyemi selbst fasste den Roman mit dem Satz "»Black Panther« mit Magie!" zusammen. Im Jahr 2020 wurde Adeyemi auf die Forbes 30 Under 30 Liste aufgenommen und 2020 vom TIME Magazin in der Pioneers-Kategorie zu den einhundert einflussreichsten Personen des Jahres gezählt.
Im November 2018 beschuldigte Adeyemi die Autorin Nora Roberts des Plagiats, diese hätte den Titel ihres Romans Of Blood and Bone (deutsch Schattendämmerung) dem Titel Children of Blood and Bone nachempfunden. Später zog sie die Anschuldigungen allerdings zurück. Roberts stellte klar, dass sowohl ihr Buch als auch dessen Titel ein Jahr vor Adeyemis Buch bei ihrem Verleger eingegangen sei. In einer Stellungnahme kritisierte sie, dass Adeyemi im Voraus nicht ausreichend Fact-Checking betrieben und später, als viele Menschen sie aufgrund der Falschbehauptung attackierten, zu wenig unternommen habe, die Situation zu deeskalieren.
Ihr zweiter Roman Children of Virtue and Vengeance wurde mit leichter Verspätung im Juni 2019 veröffentlicht und im Juni 2024 erschien schließlich der letzte Band der Trilogie, Children of Anguish and Anarchy. Beide Romane gelangeten auf den ersten Platz der Bestsellerliste der New York Times.

## Werke

### Legacy of Orïsha Trilogie
Alle von Andrea Fischer übersetzt:
- Children of Blood and Bone. Henry Holt Books for Young Readers, 2018. ISBN 978-1-250-17097-2
  - Children of Blood and Bone - Goldener Zorn. FISCHER FJB, 2018. ISBN 978-3-8414-4029-7
- Children of Virtue and Vengeance. Henry Holt and Co, 2019. ISBN 978-1-250-17099-6
  - Children of Virtue and Vengeance - Flammende Schatten. FISCHER, 2020. ISBN 978-3-10-490873-1
- Children of Anguish and Anarchy. Henry Holt and Co, 2024. ISBN 978-1-250-17101-6
  - Children of Anguish and Anarchy - Gleißendes Herz. FISCHER Tor, 2025. ISBN 978-3-596-71215-1

in derselben Welt verortet:
- Awaken the Magic. Henry Holt and Co, 2020. ISBN 978-1-250-26178-6

## Filmadaption
Fox 2000 Pictures sicherte sich bereits im März 2017 die Rechte für die Filmadaption des Buches. Berichten zufolge handelte es sich dabei um einen siebenstelligen Betrag und einen der größten Deals für einen Debütroman im Bereich der Jugendliteratur aller Zeiten. Im Dezember 2020 erklärte Disney (die neue Mutterfirma von Fox 2000 Pictures) die Absicht, Children of Blood and Bone mit den Produktionsfirmen Lucasfilm und 20th Century Studios zu verfilmen. Im Jahr 2021 äußerte Adeyemi allerdings ihre Unzufriedenheit über die Langsamkeit des Prozesses. Lucasfilm erlaubte ihr außerdem nicht, als Drehbuchautorin an dem Projekt mitzuarbeiten. Zu Ende des Jahres 2021 verfielen schließlich die Filmrechte. Im Januar 2022 sicherte sich Paramount Pictures die Rechte an der Verfilmung mit Gina Prince-Bythewood als Regisseurin. Adeyemi wird in diesem Rahmen als Drehbuchautorin und Executive Producer tätig sein.

## Auszeichnungen
- 2018: Andre Norton Nebula Award for Middle Grade and Young Adult Fiction für Children of Blood and Bone[31]
- 2019: Waterstone’s Children’s Book Prize in der Kategorie Older Fiction für Children of Blood and Bone[32]
- 2018: The Kitschies, Nominierung mit Children of Blood and Bone für den Golden Tentacle Award für einen Debütroman[33]
- 2019: Locus Award, Nominierung mit Children of Blood and Bone[34]
- 2019: Lodestar Award für Best Young Adult Book für Children of Blood and Bone[35]
- 2021: Geffen Awards in der Kategorie des besten ins Hebräische übersetzte Buch für Kinder und Jugendliche für Children of Blood and Bone[36]